# Premiers martyrs de l'Église de Rome

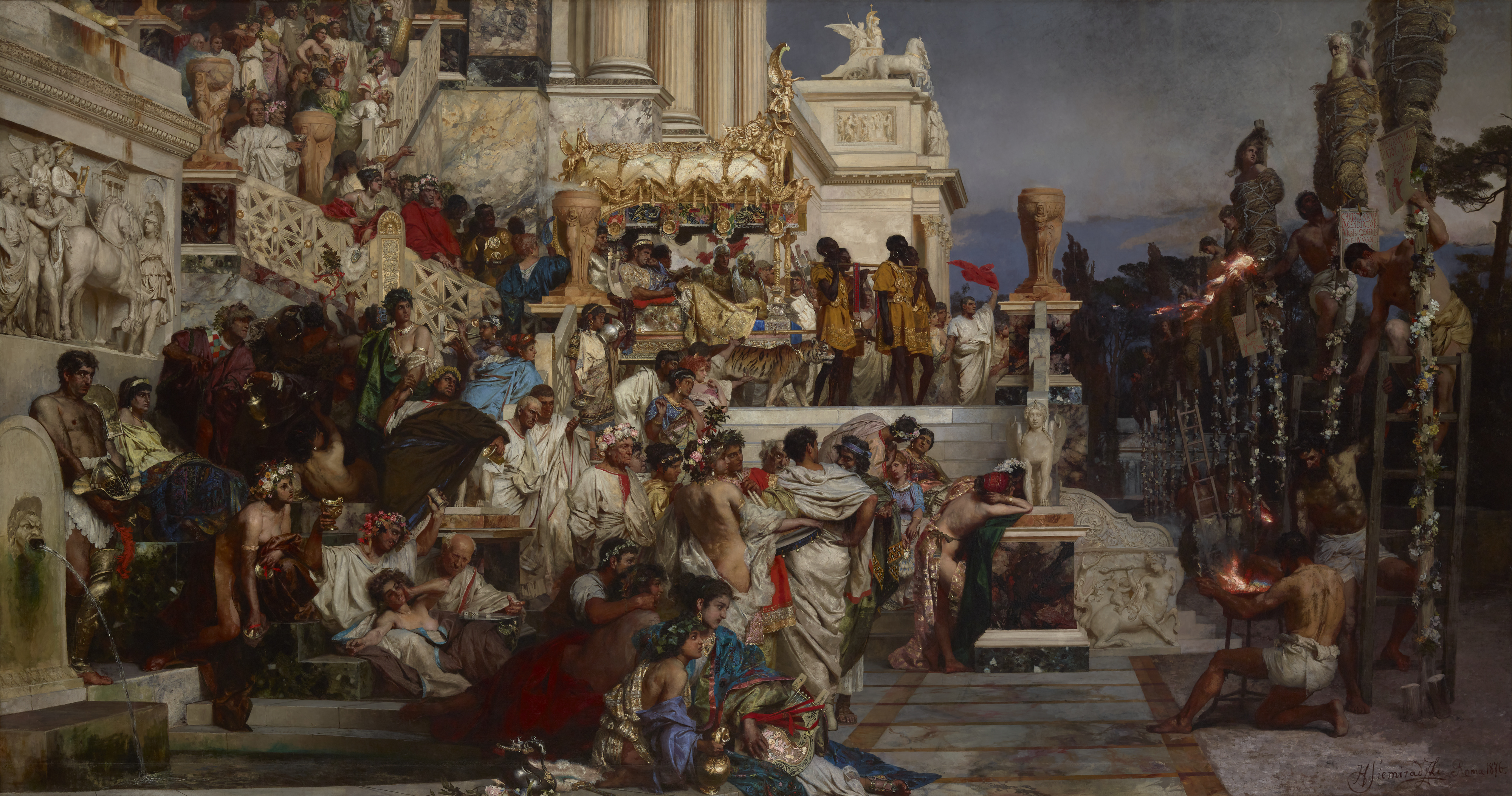
Henryk Siemiradzki, Les Torches de Néron
(Lumières du Christianisme), huile sur toile, 1876.

Les Premiers martyrs de l’Église de Rome concerne, suivant l'hagiographie catholique, le nom donné à un groupe indéterminé de victimes du premier épisode de persécution des chrétiens qui prend place à Rome entre 64 et 68, à l'instigation de Néron, suite du grand incendie de Rome.

## Contexte
Un violent incendie se déclare à Rome en 64, que les pompiers de l'Urbs ne peuvent maîtriser. La rumeur court alors que la catastrophe serait le fait de Néron, désireux de détruire les quartiers insalubres et de rebâtir la ville. 

## Témoignage de Tacite
L'historien Tacite, tout en étant réservé quant à l’origine de l’incendie (« Fut-il dû au hasard ou à la malignité du prince, on ne sait ») rapporte dans ses Annales (XV, 44) que l'empereur était incapable de faire taire la rumeur dévastatrice : « Aucun moyen humain, ni largesses princières, ni cérémonies expiatoires ne faisaient reculer la rumeur infamante d’après laquelle l’incendie avait été ordonné ». Les chrétiens – un groupe religieux minuscule, encore mal distingué des juifs – sont choisis comme boucs émissaires : « [Néron] supposa des coupables et infligea des tourments raffinés à ceux que leurs abominations faisaient détester et que la foule appelait “Chrétiens“ ». 
Tacite décrit les supplices atroces auxquels les chrétiens sont soumis (et qui ont largement alimenté l’iconographie chrétienne) : « On ne se contenta pas de les faire périr ; on se fit un jeu de les revêtir de peaux de bêtes pour qu’ils fussent déchirés par la dent des chiens, ou bien ils étaient attachés à des croix et enduits de matières inflammables, quand le jour avait fui, ils éclairaient les ténèbres comme des torches… ». Tacite n’a aucune attirance personnelle pour cette « détestable superstition ». Cependant, à la vue de ce spectacle horrible, il en vient à éprouver quelque sympathie : « Aussi quoique ces gens fussent coupables et dignes des dernières rigueurs on se mettait à les prendre en pitié ».
Sans se prononcer sur la culpabilité des chrétiens, Tacite propose une théorie du bouc émissaire lui permettant de faire ressortir la cruauté et l'arbitraire de l'empereur et non par sympathie pour les chrétiens qui sont amalgamés aux juifs, porteurs à ses yeux d'une même « haine du genre humain ».
Suétone mentionne également une persécution au milieu d’une liste de mesures prises par Néron mais sans la lier à l'incendie.

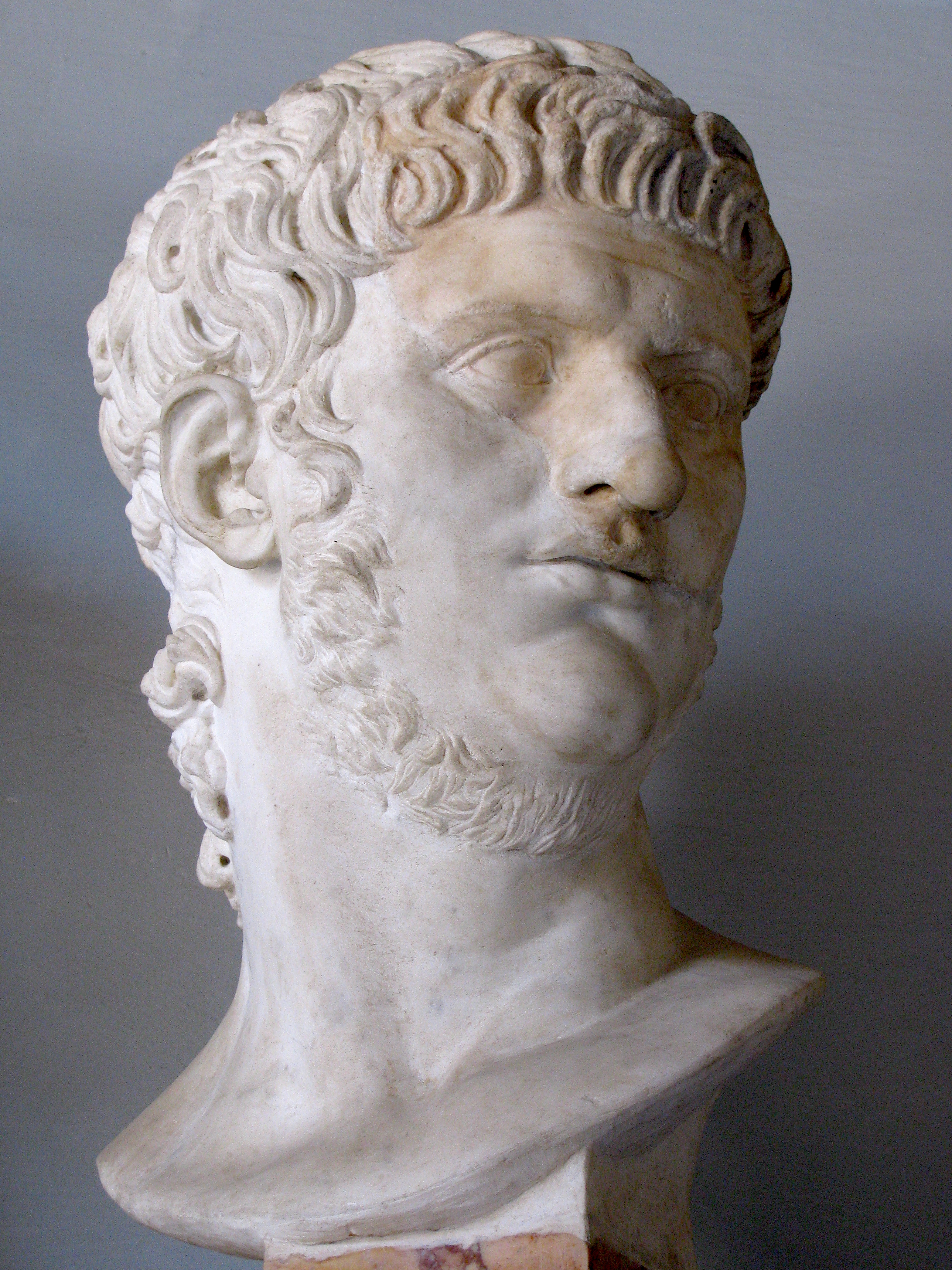
Buste de Néron, musées du Capitole, Rome.

Les chrétiens sont peut-être visés après avoir vu dans l'incendie le signe précurseur de l'imminence de la fin du monde : se répandant dans les rues pour appeler à la conversion[réf. nécessaire], tombant ainsi sous le coup du crime de prosélytisme, ils auraient ainsi attiré l'attention sur eux. Ils sont condamnés comme incendiaires et subissent une peine réflexive : ils sont eux-mêmes, pour certains, brûlés vifs dans les jardins impériaux ; d'autres sont utilisés pour des jeux de rôle de type mythologiques ou des jeux de chasse, dont est friand le public romain, dans les arènes du cirque du Vatican. Ils sont condamnés en vertu de la lex Cornelia de sicariis et veneficis sans que leur religion n'entre pour autant en ligne de compte. Ainsi, la justification de cette première persécution par un hypothétique institutum neronianum relève de la légende.
Une tradition de la communauté chrétienne de Rome lie dès la fin du Ier siècle à cet épisode la mort des apôtres Pierre et Paul de Tarse, comme l'atteste pour la première fois Clément de Rome dans son épître aux Corinthiens, bien qu'on n'en connaisse rien d'un point de vue historique. La communauté chrétienne de Rome sera prompte, malgré le traumatisme subi, à dédouaner le pouvoir impérial de cette persécution suivant l'injonction paulinienne de se soumettre « à toute institution humaine » et Clément de Rome lui-même impute les victimes néroniennes et la mort des deux apôtres à des tensions intra-communautaires.

## Hagiographie
Suivant cette tradition, l’apôtre Pierre aurait été crucifié et son corps fut déposé dans une sépulture au flanc de la colline du Vatican soit en 64, soit en 67. L’apôtre Paul de Tarse, suivant une tradition remontant au IIIe siècle, aurait lui été décapité aux Aquae Salvae, sur la route d’Ostie, en 65 ou 67, à l'emplacement de l'actuelle basilique Saint-Paul-hors-les-Murs.
Les deux apôtres son fêtés ensemble le 29 juin.

## Liturgie
Ce groupe de martyrs anonymes ou légendaires est liturgiquement commémoré le 30 juin, au lendemain de la fête des saints Pierre et Paul.
La tradition chrétienne retient également une série de martyrs supposés liés à cette persécution :
- Saint Tropez, décapité en 65, commémoré le 29 avril.
- Saints Procès et Martinien, décapités en 67, commémorés le 2 juillet.
- Saintes Basilisse et Anastasie, décapitées en 68, commémorées le 15 avril.